# Lycosa tarantuloides
Lycosa tarantuloides är en spindelart som beskrevs av Perty 1833. Lycosa tarantuloides ingår i släktet Lycosa och familjen vargspindlar. Inga underarter finns listade i Catalogue of Life.